# Sugar (Natalia Gordienko-dal)
A Sugar (magyarul: Cukor) Natalia Gordienko moldáv énekesnő dala, mellyel Moldovát képviseli a 2021-es Eurovíziós Dalfesztiválon Rotterdamban. A dalt belső kiválasztás során nyerte el a dalversenyen való indulás jogát.

## Eurovíziós Dalfesztivál
2020. február 29-én vált hivatalossá, hogy a moldáv műsorsugárzó által megrendezett nemzeti döntőt, a Finala naționalăt Natalia Gordienko nyerte meg, így őt választották az ország képviseletére a 2020-as Eurovíziós Dalfesztiválon. Március 18-án az Európai Műsorsugárzók Uniója bejelentette, hogy 2020-ban nem tudják megrendezni a versenyt a COVID–19-koronavírus-világjárvány miatt. A moldáv műsorsugárzó jóvoltából az énekes lehetőséget kapott az ország képviseletére a következő évben egy új versenydallal. 2021. február 14-én vált hivatalossá a dal címe, míg a versenydalt március 4-én mutatták be a dalfesztivál hivatalos YouTube-csatornáján.
Az Eurovíziós Dalfesztiválon a dalt először a május 20-án rendezett második elődöntőben adták elő, fellépési sorrendben hetedikként, a Lengyelországot képviselő RAFAŁ The Ride című dala után és az Izlandot képviselő Daði og Gagnamagnið 10 Years című dala előtt. Az elődöntőből a hetedik helyezettként sikeresen továbbjutottak a május 22-i döntőbe, ahol fellépési sorrendben hatodikként léptek fel, a Spanyolországot képviselő Blas Cantó Voy a quedarme című dala után és a Németországot képviselő Jendrik I Don’t Feel Hate című dala előtt. A szavazás során a zsűri szavazáson összesítésben tizenötödik helyen végeztek 53 ponttal (Bulgáriától és Oroszországtól maximális pontot kaptak), míg a nézői szavazáson tizenkettedik helyen végeztek 62 ponttal (Csehországtól és Romániától maximális pontot kaptak), így összesítésben 115 ponttal a verseny tizenharmadik helyezettjei lettek.